# Nabab de Rêve
Nabab de Rêve (1990 - octobre 2015), est un étalon bai de saut d'obstacles  inscrit au stud-book belge du sBs, fils de Quidam de Revel. Il naît en Belgique chez Stéphane de Bruyn au haras des Rêves, en 1990. Son propriétaire le consacre davantage à la reproduction qu'à sa carrière sportive avec Philippe Lejeune. 

## Histoire
Monté par Johan Lenssens, Nabab de Rêve termine second du Championnat de Belgique des 4 ans. Il est également 3e du Championnat de Belgique des 6 ans et finaliste du Championnat du Monde des 6 ans, cette fois avec Stephan Vandewalle. En 1998, il est second des Sires of the World. Il remporte cette épreuve l'année suivante. Il remporte ses plus grandes victoires avec le cavalier belge Philippe Lejeune, notamment une médaille de bronze par équipes aux Jeux équestres mondiaux de 2002. Il meurt en octobre 2015, à l'élevage de Muze.

## Description
Nabab de Rêve est un étalon bai inscrit au stud-book du sBs, malgré ses origines génétiquement 100 % Selle français. Il toise 1,72 m.

## Palmarès
- 2e du Championnat de Belgique des 4 ans avec Johan Lenssens
- 3e du Championnat de Belgique des 6 ans et finaliste du Championnat du Monde des 6 ans avec Stephan Vandewalle.
- Médaille de Bronze par équipe aux Jeux équestres mondiaux de 2002 à Jerez de la Frontera[1].
- Meilleur Cheval de Belgique en 2002

## Origines
,.

## Descendants
Nabab de Rêve est meilleur père des chevaux de 5 ans en 2000. Il est notamment le père de Lady van het Gravenhof (De Ledringhem), de London, de Vigo d'Arsouilles, de Telstar de la Pomme, de Poker des Dames, de Winsome van de Plataan, de Colombo van den Blauwaert et d'Equador van't Roosakker. Il est le grand-père de Rêveur de Hurtebise.